# Heinrich Kypke
Georg Heinrich Kypke (né le 3 avril 1838 à Rossow, arrondissement de Saatzig et mort le 22 octobre 1908 à Halle-sur-Saale) est un généalogiste prussien et ecclésiastique protestant de Poméranie.

## Biographie

### Famille
Heinrich est le troisième fils du pasteur de Rossow Carl Heinrich Kypke (1800-1884) et Johanna Emilie Laura Dörry (1815-1884). Il a douze frères et sœurs. En 1864, il se marie avec Clara Wilhelmine Henriette Lenz (née en 1842 et morte après 1908). Le mariage donne naissance à dix enfants.

### Carrière
De 1852 à 1857, Kypke étudie au lycée de l'abbaye Sainte-Marie de Stettin. Il étudie ensuite la théologie à Berlin jusqu'en 1860. Il travaille ensuite comme tuteur jusqu'en 1864, d'abord auprès de la famille von Bülow à Hoffelde dans l'arrondissement de Regenwalde (de), puis auprès de la famille von Dewitz à Fahrbezin. Il travaille comme curé à Basenthin dans l'arrondissement de Cammin-en-Poméranie (de) de 1864 à 1871, à Naseband dans l'arrondissement de Neustettin de 1871 à 1879 et à Büche dans l'arrondissement de Saatzig de 1880 à 1894. En 1894, à l'occasion de sa retraite, il est décoré de l'ordre de l'Aigle rouge de 4e classe. Kypke devient ensuite directeur du pensionnat chrétien "zum Hochstein" à Schreiberhau et passe ses dernières années comme émérite à Halle-sur-Saale.

## Publications
- Missionsgeschichte für das christl. Volk, Berlin, 1875.
- Auf, laßt uns Zion bauen! 12 Missionsbetrachtungen, Berlin, 1876.
- Bilder aus dem Marienfließ’schen Kloster, Marienfließ, 1885.
- Die Geschichte des Geschlechts der von Kleist, Berlin, 1877/1887[6].
- Milde Stiftungen pommerscher Kinderfreunde, Marienfließ, 1889.
- Durch welche Mittel ich meinen chronischen Bronchialkatarrh, verbunden mit heftiger Atemnot, erfolgreich bekämpft habe, Leipzig, 1895.
- Denkwürdigkeiten aus dem Leben des Freiheitskämpfers und Glaubensstreiters W. Ribbeck (de), Leipzig, 1897.
- Starks güldenes Schatzkästlein, Neubearbeitung, Reutlingen, 1898.
- Ernstes und Heiteres aus dem Burenlande und -kriege in Südafrika, Berlin, 1900/1902.
- Kurze Chronik der Familie Kypke, 1900[7].
- Chronik des alten Adelsgeschlechtes der von dem Lentcze nebst den bürgerlichen Abzweigungen der Lenz (Lentz, Lentze), Halle-sur-Saale, 1904[8].
  - Ergänzungsband der Familienchronik des Lenz-Lentz-Lentze´schen Geschlechts, nebst Berichtigungen, Halle-sur-Saale, 1908.